# Max Berghaus
Max Berghaus (* 1963 in Kiel) ist ein deutscher Musiker und Filmkomponist. Er studierte unter anderem Pädagogik und ist als Lehrer an einer allgemeinbildenden Schule tätig. Max Berghaus schrieb zusammen mit anderen Musikern für die Filme Barfuss, Jetzt oder nie – Zeit ist Geld, Erbsen auf halb 6, Die Wolke, Paulas Geheimnis und Simon sagt auf Wiedersehen zu seiner Vorhaut die Filmmusik.

## Filmografie
- 2000: Jetzt oder nie – Zeit ist Geld – Regie: Lars Büchel
- 2004: Erbsen auf halb 6 – Regie: Lars Büchel
- 2005: Barfuss – Regie: Til Schweiger
- 2006: Paulas Geheimnis – Regie: Gernot Krää
- 2006: Helen, Fred und Ted – Regie: Sherry Hormann
- 2006: Die Wolke – Regie: Gregor Schnitzler
- 2011: Die Räuberin – Regie: Markus Busch
- 2015: Simon sagt auf Wiedersehen zu seiner Vorhaut – Regie: Viviane Andereggen
- 2016: Schubert in Love – Regie: Lars Büchel
- 2022: Beule – Zerlegt die Welt – Regie: Janek Rieke